# Музеї Відня
Музеї Відня. Перелік. 

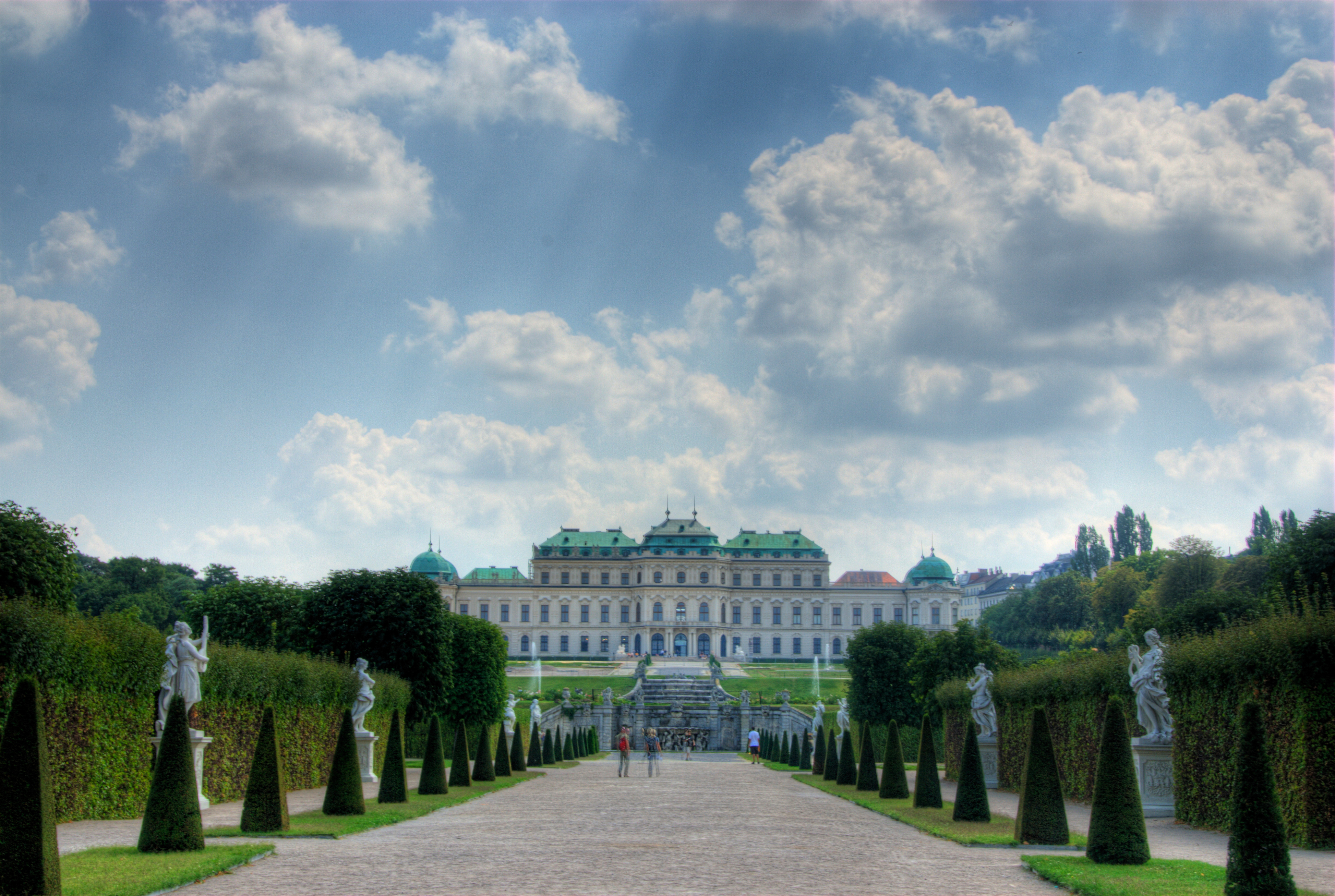
Верхній Бельведер, Відень

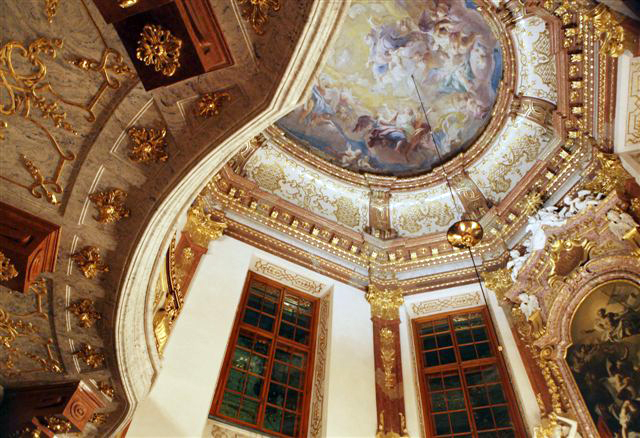
Бельведер, палацова каплиця

- Художньо-історичний музей (заснований у 1891 р.)
- Військово-історичний музей (заснований у 1850 р.)
- Комори світських та церковних пам'яток, Хофбург.
- Природничо-історичний музей, (заснований у 1748 р, відкритий у 1889 р.р.)
- Австрійська галерея, ( Бельведер (Відень) Верхній та Нижній Бельведер), в складі якої
  - музей середньовічного мистецтва Австрії (заснований у 1953 р.)
  - Музей бароко (заснований у 1923 р.)
  - Галерея 19-20 століть (заснована у 1924 р.)
- Австрійський музей декоративно-ужиткового мистецтва (заснований у 1864 р.)
- Альбертіна (Графічна збірка Альбертіна), заснована у 1776 р.
- Етнографічний музей (музей народознавства), заснований у 1876 р.
- Австрійський музей фольклору, (заснований у 1895 р.)
- Архієпископський соборний та єпархіальний музей (заснований у 1933 р.)
- Дім музики, музей музики та звуків, заснований 2000 р.
- Картинна галерея Чернін, заснована у 1800 р.
- Картинна галерея Харрах
- Картинна галерея Ліхтенштейн
- Провінційний музей нижньої Австрії, заснований у 1902 р.)
- Історичний музей міста Відня, заснований у 1887 р.)
  - Дім Моцарта (заснований 1941)
- Віденська академія образотворчих мистецтв (картинна галерея якого заснована у 1820 р.)
- Музей Зигмунда Фрейда, заснований у 1971 р.
- Музей Леопольда, заснований у 2001 р.
- Технічний музей, заснований у 1909 р.

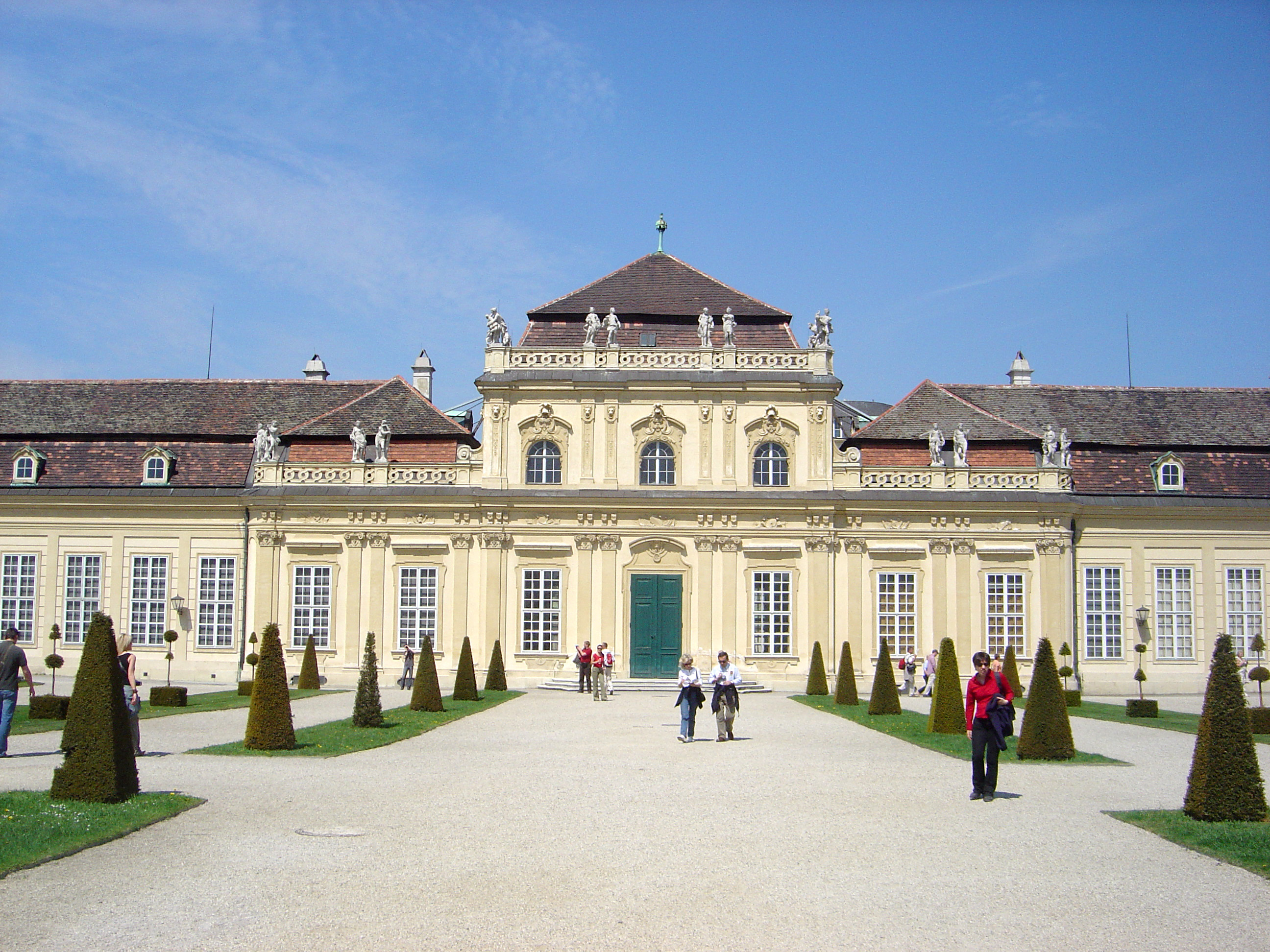
Музей бароко, Нижній Бельведер.
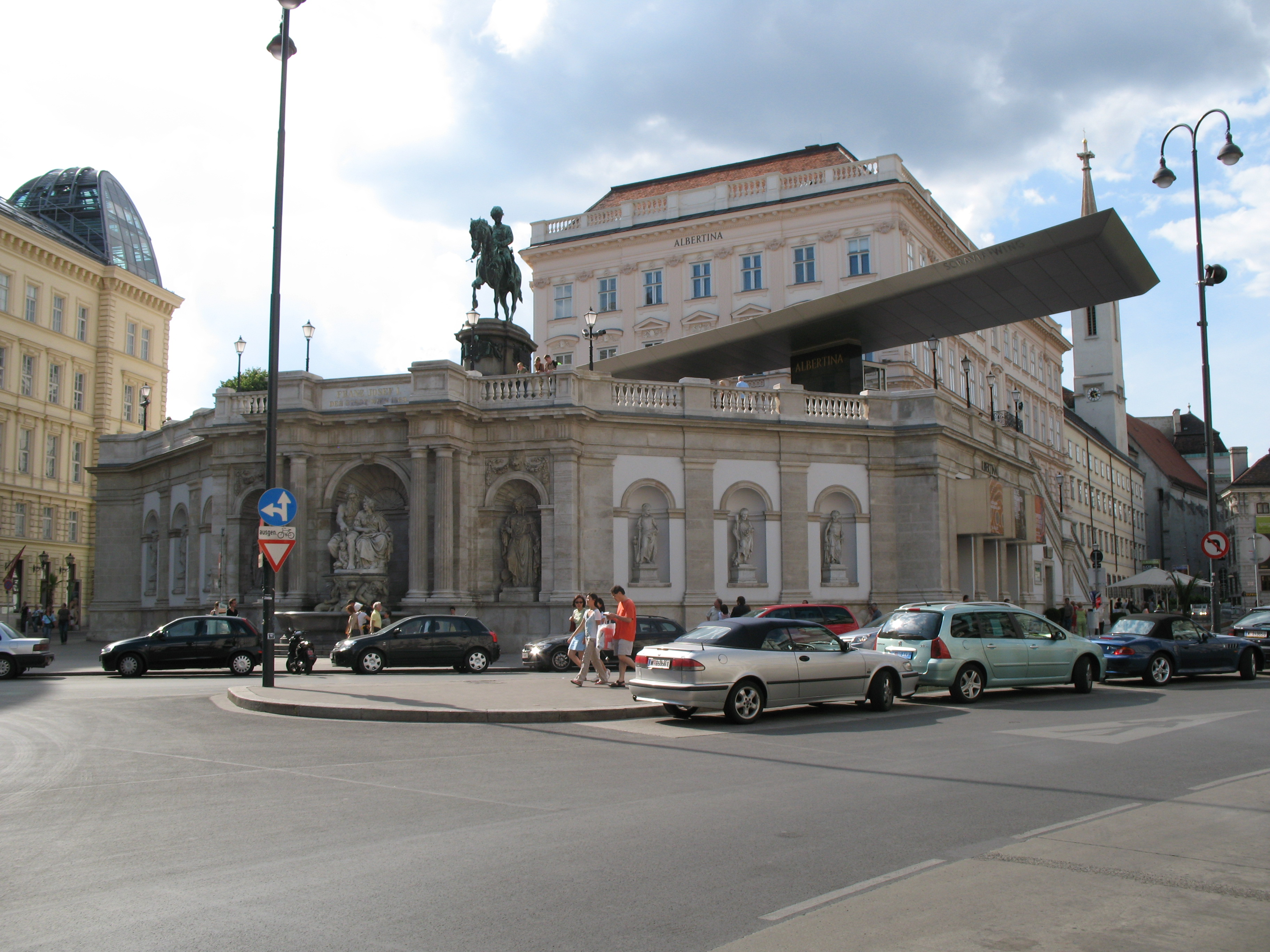
Альбертіна (Відень)
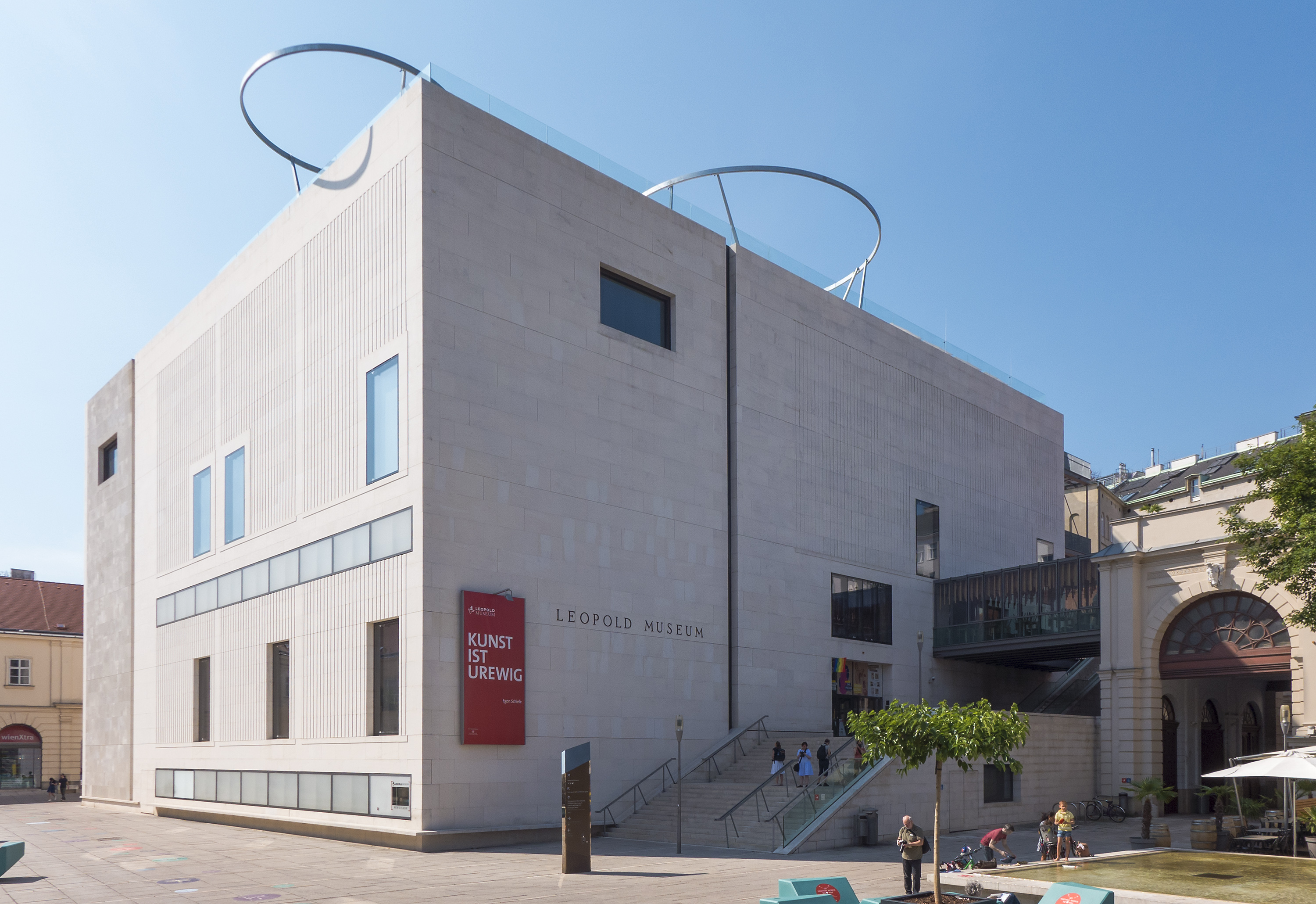
Музей Леопольда
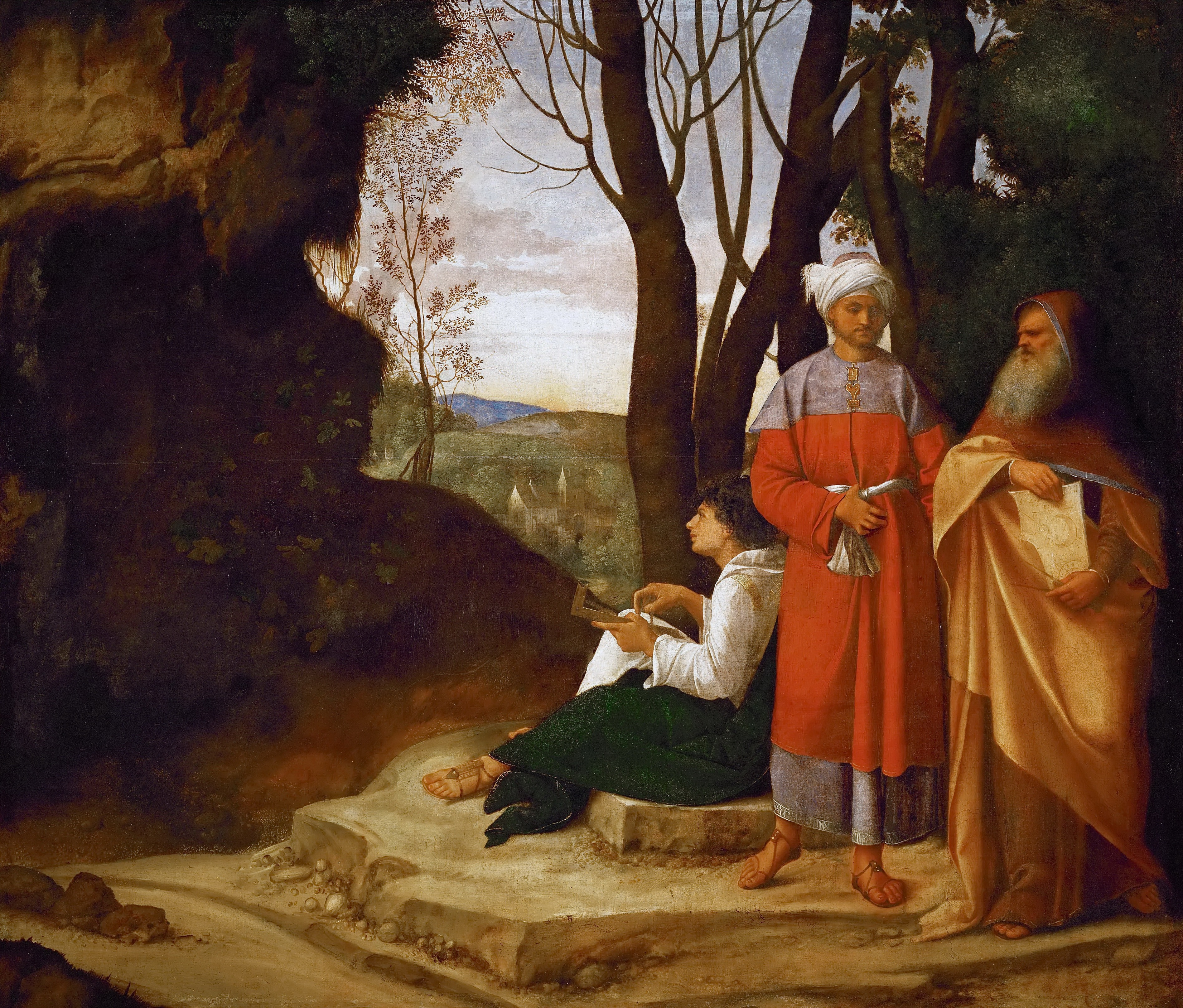
Худ. Джорджоне, Три філософи.Відень, Художньо-історичний музей